# Marie Leopoldina Anhaltsko-Desavská
Marie Leopoldina Anhaltsko-Desavská (18. listopadu 1746, Dessau – 15. dubna 1769, Detmold) byla anhaltsko-desavská princezna a sňatkem hraběnka z Lippe-Detmold.

## Život
Marie Leopoldina se narodila jako dcera knížete Leopolda II. Maxmiliána Anhaltsko-Desavského a jeho manželky Gisely Anežky, dcery anhaltsko-köthenského knížete Leopolda. Zvláště blízký vztah měla se svými sestrami Anežkou a Kazimírou, se kterými i po svatbě většinou žila společně a vedla s nimi rozsáhlou korespondenci, když spolu nebyly.
28. září 1765 se jako osmnáctiletá v Dessau provdala za jednou tak starého vdovce hraběte Šimona z Lippe-Detmoldu. V dopisech sestrám si stěžovala, že se jí stýská po domově, a tak se sestry rozhodly jít za ní do Detmoldu. Leopoldina osobně dohlížela na modernizaci hraběcího sídla, zámku Detmold, a dvora v Lemgo.
Zemřela 15. dubna 1769 ve věku 22 let, čtyři roky po svatbě. Následujícího roku se Šimon oženil s její mladší sestrou Kazimírou.

## Potomstvo
Za čtyři roky manželství Marie Leopoldina porodila jednoho syna:
- Leopold I. z Lippe (2. 12. 1767 Detmold – 5. 11. 1802 tamtéž), hrabě z Lippe-Detmoldu v letech 1782–1789, posléze od roku 1789 až do své smrti kníže z Lippe[1][2]
⚭ 1796 Pavlína Anhaltsko-Bernburská (23. 2. 1769 Ballenstedt – 29. 12. 1820 Detmold)[3][4]